# Sven Teuber

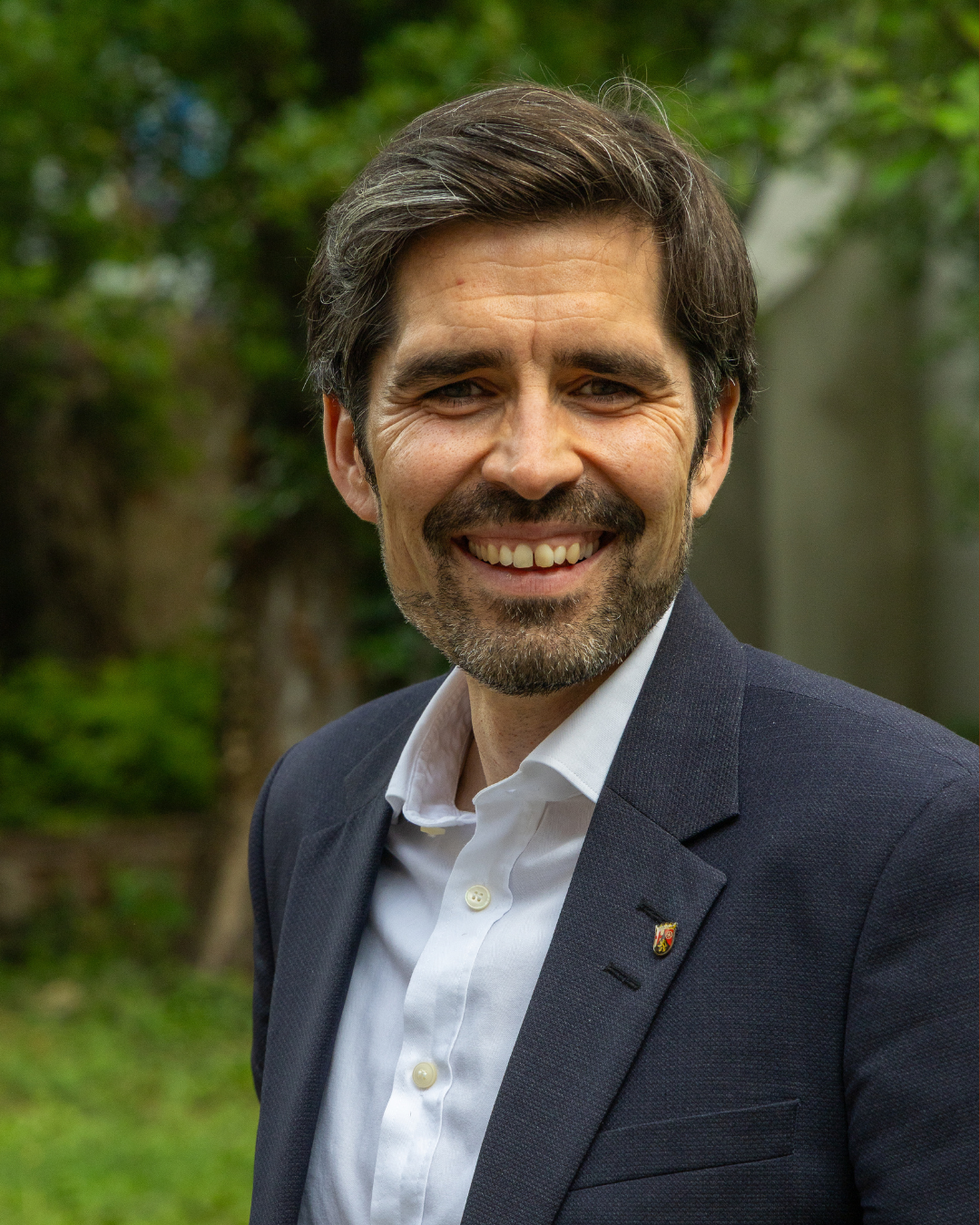
Sven Teuber, 2025

Sven Teuber (* 30. Oktober 1982 in Nordhorn) ist ein deutscher Politiker (SPD). Seit 2025 ist er Bildungsminister von Rheinland-Pfalz. Seit 2016 ist er Mitglied des Landtags Rheinland-Pfalz. 

## Leben
Geboren wurde Teuber in Nordhorn an der niederländischen Grenze. Er wuchs mit vier jüngeren Brüdern in Nordhorn, Hamburg und Trier auf. Er besuchte die Grundschule Stadtflur in Nordhorn, das Missionsgymnasium St. Antonius Bardel sowie das Gymnasium Blankenese, wo er das Abitur ablegte. Anschließend leistete er Zivildienst. Er ist verheiratet und hat zwei Kinder.

## Beruf
Im Jahr 2011 schloss Sven Teuber an der Universität Trier sein 2004 begonnenes Studium der Politikwissenschaft und Germanistik für das Lehramt an Gymnasien mit dem 1. Staatsexamen ab. Nach einer einjährigen Tätigkeit als Vertretungslehrer am Humboldt-Gymnasium Trier absolvierte er in den Jahren 2012 bis 2014 sein Referendariat am Siebenpfeiffer-Gymnasium Kusel. Von 2014 bis 2016 war er hier als Studienrat tätig.

## Politik
Teuber trat 2003 der SPD bei. Von 2004 bis 2015 war Teuber Mitglied im Ortsbeirat von Trier-Süd. Seit 2009 ist Sven Teuber Mitglied des Stadtrates Trier und hier auch Fraktionsvorsitzender der SPD-Fraktion. Seit 2013 hat er auch das Amt des Parteivorsitzenden der Trierer SPD inne. Seit 2014 gehört er dem Landesvorstand der SPD Rheinland-Pfalz an, von 2014 bis 2024 als Beisitzer und seit 2024 als stellvertretender Landesvorsitzender.
Bei der Landtagswahl in Rheinland-Pfalz 2016 kandidierte Teuber als Ersatzkandidat von Ministerpräsidentin Malu Dreyer im Wahlkreis Trier. Am 1. August 2016 rückte er Dreyer, die ihr Landtagsmandat niedergelegt hatte, in den Landtag nach. Bei der Landtagswahl 2021 kandidierte er erneut als Ersatzkandidat von Dreyer. Da Dreyer mit ihrer Wahl zur Ministerpräsidentin ihr Mandat erneut niederlegte, rückte er zu Beginn der Wahlperiode erneut für sie in den Landtag nach.
Von 2016 bis 2021 war Teuber Sprecher der SPD-Landtagsfraktion für Arbeit, Soziales, Drogen und Demografie. Die SPD-Fraktion vertrat er u. a. in den Ausschüssen für Soziales und Arbeit, Ausschuss für Gesundheit, Pflege, Demografie sowie bis Februar 2019 im Ausschuss für Gleichstellung und Frauenförderung des Landtags. Er vertrat die SPD ab 2017 in der Enquetekommission Tourismus des Landtags, die ihre Arbeit im Landtag im Dezember 2020 beendete.
Von 2021 bis 2025 war Teuber bildungspolitischer Sprecher der SPD-Landtagsfraktion. Außerdem war er ordentliches Mitglied in den Ausschüssen des Landtags für Bildung sowie für Gesundheit. Daneben war er stellvertretendes Mitglied im Ältestenrat sowie in den Ausschüssen für Wissenschaft sowie Europa & Eine Welt.
Am 14. Mai 2025 wurde Teuber von Ministerpräsident Alexander Schweitzer zum Bildungsminister von Rheinland-Pfalz ernannt.

## Mitgliedschaften und ehrenamtliches Engagement
Teuber ist u. a. Mitglied der Gewerkschaft Erziehung und Wissenschaft (GEW), der Arbeiterwohlfahrt, des Deutschen Kinderschutzbundes Trier, der Lokalen Agenda 21 Trier e. V., des SCHMIT-Z e. V., der Borussia Dortmund, der KG Rote Funken Trier sowie der KG Heuschreck.
Seit dem Jahr 2017 ist Teuber ehrenamtliches Mitglied des Stiftungsrats der Roswitha-Beck-Stiftung für gemeindenahe Psychiatrie. Außerdem ist Teuber Mitglied im Kuratorium der Universität Trier.